# Karl-Eduard von Schnitzler
Karl-Eduard von Schnitzler (Berlín, 28 de abril de 1918 – Zeuthen, 20 de septiembre de 2001) fue un periodista, propagandista comunista alemán y presentador del programa de televisión Der schwarze Kanal (en español: El canal negro) de 1960 a 1989.

## Primeros años de vida
Schnitzler nació en Berlín, hijo del vicecónsul alemán Julius Eduard von Schnitzler, descendiente de una dinastía de banqueros de Colonia, que había sido ennoblecida por el estado de Prusia en 1913. Karl-Eduard asistió a un internado en Bad Godesberg y se unió a la Sozialistische Arbeiter-Jugend, la organización juvenil del Partido Socialdemócrata de Alemania (SDP, por sus siglas en alemán) en 1932. Después de graduarse de la escuela en 1937, comenzó a estudiar medicina en la Universidad de Friburgo.

## Carrera inicial
Abandonando sus estudios de medicina, Schnitzler se formó para la carrera empresarial en Colonia y se embarcó en un aprendizaje comercial. En 1939 se convirtió en propietario de una empresa de reparto. Cuando en 1939 estalló la Segunda Guerra Mundial, Schnitzler fue reclutado por la Wehrmacht. Fue hecho prisionero por las fuerzas británicas en 1944, tras la Batalla de Normandía. Después de su captura, comenzó a trabajar para el Ministerio de Información británico y para el servicio en alemán de la BBC, donde pronto se reconoció su talento como locutor. Después de su liberación en 1945, regresó a la zona británica de la Alemania ocupada por los aliados y se convirtió en empleado de la estación de radio controlada por los británicos Nordwestdeutscher Rundfunk (NWDR) en Hamburgo. El 1 de enero de 1946 fue trasladado a sus estudios de Colonia, donde fue asignado al puesto de director asociado y jefe del Departamento de Política. Su parcialidad política pronto se hizo evidente para sus superiores y fue destituido de su cargo en Colonia y devuelto a las oficinas de la NWDR en Hamburgo hasta su eventual despido en 1947, tras ser acusado de difundir propaganda comunista.

## Carrera en la RDA
Schnitzler se mudó a la zona de ocupación soviética, donde trabajó para el Berliner Rundfunk y el programa Deutschlandsender del Rundfunk der DDR. Se unió al Partido Socialista Unificado de Alemania (SED) en 1948. Durante la década de 1950, contribuyó a varios programas de televisión más pequeños antes de la primera emisión de Der schwarze Kanal el 21 de marzo de 1960. El programa fue diseñado originalmente como la respuesta de Alemania Oriental al efímero programa anticomunista alemán occidental "Die Rote Optik" (El punto de vista rojo, ARD, 1958-1960). Sin embargo, a partir de 1969, el principal antagonista de Schnitzler en Alemania Occidental fue el programa ZDF Magazin (ZDF, 1969-1987) de Gerhard Löwenthal, que se centraba en cuestiones de derechos humanos en Alemania Oriental.
Como presentador de Der schwarze Kanal, que se transmitía durante 20 minutos todos los lunes por la noche, Schnitzler editaba extractos de imágenes de la televisión occidental y grabó comentarios cáusticos y virulentamente antioccidentales. El programa fue particularmente crítico hacia Alemania Occidental y lo que Schnitzler percibía como imperialismo occidental en todo el mundo. Su estilo mordaz le valió el apodo de Sudel-Ede, "Ede el mancillador". Schnitzler se unió al comité central de la Sociedad para la Amistad Germano-Soviética en 1978. Ese mismo año, también se convirtió en profesor en la Universidad de Cine y Televisión de Potsdam-Babelsberg. Se hizo conocido entre otros políticos comunistas como un partidario de la línea dura.

## Carrera después de la RDA y muerte
Durante Die Wende en 1989 en Alemania Oriental, Der schwarze Kanal fue cancelado. Schnitzler se adelantó a su exclusión del nuevo Partido del Socialismo Democrático, renunciando al SED e ingresó en el Partido Comunista Alemán (DKP). Al final de su carrera, Schnitzler publicó varios artículos en la revista satírica Titanic y continuó trabajando con el minoritario KPD. En 1998, Schnitzler apareció en el programa de entrevistas de la televisión local alemana Ich stelle mich (TV Berlín). Schnitzler sostuvo que su programa era veraz y continuó apoyando varias políticas de la RDA. Schnitzler se retiró a Zeuthen, donde murió de neumonía el 20 de septiembre de 2001.
Se pueden encontrar entrevistas con Schnitzler en Stasiland de Anna Funder y The Saddled Cow de Anne McElvoy.